# Пам'ятник Миколі Гоголю (Великі Сорочинці)
Па́м'ятник Мико́лі Го́голю — пам'ятник на честь письменника Миколи Васильовича Гоголя (1809—1852) в його рідному селі Великих Сорочинцях Миргородського району Полтавської області; один з найстаріших серед усіх (1911).

## Опис і авторство
Пам'ятник являє собою бронзову фігуру письменника заввишки 1,5 м, який сидить у спокійній позі за роботою.
Встановлений на гранітному постаменті (1,85 Х 1,6 Х 0,7 м). 
Автор скульптури — І. Я. Гінцбург.

## З історії пам'ятників Гоголю у Великих Сорочинцях
Великосорочинський пам'ятник Миколі Гоголю став одним із перших монументів письменнику в світі, й був відкритий у 1911 році. На відкриті виголосив промову письменник В. Г. Короленко.
За СРСР, у 1952 році був встановлений другий пам'ятник Миколі Гоголю в селі — також бронзове погруддя перед будинком літературно-меморіального музею поета (архітектор П. П. Черняховець).

## Джерело
- «Полтавщина:Енциклопедичний довідник». Довідник. (За ред. А. В. Кудрицького. — К.: УЕ, 1992). — С. 188